# Proyecto Uno
Proyecto Uno es una agrupación musical estadounidense de origen dominicano conocido por su estilo merenhouse (fusión de merengue y house).

## Trayectoria musical
Fue el primer grupo en dedicarse de lleno a fusionar merengue y hip-hop, aunque ya en los ochenta la orquesta de Wilfrido Vargas había hecho merengue-rap. Después de ellos salieron otras agrupaciones de características similares como sus compatriotas Sandy y Papo, el grupo Fulanito, Ilegales y Zona 7.
El grupo fue fundado en el 1989 por Nelson Zapata. Sus primeros integrantes fueron: Nelson Zapata & Ricky Echevarría. Sus primeros productores fueron Nelson Zapata y Pavel de Jesús y el primer mánager Porfirio "Popi" Pina. Los actuales integrantes son Nelson Zapata, Kid G y Paolo Tondo. Uno de sus mayores éxitos fue con el tema "El tiburón" en la década de los 90. Otros éxitos fueron 25 Horas, Latinos, Está pega'o, Another Night y muchos más.
Se han proyectado en países como España, Puerto Rico, Chile, Argentina, República Dominicana, Colombia, Venezuela, México, Perú, Ecuador y Costa Rica, llegando a presentarse en Japón, Australia, Tailandia, Jerusalén (Israel) y Palestina
Varios de los antiguos miembros se reunieron por una sola noche en el Madison Square Garden en Nueva York el 18 de octubre de 2008 durante el concierto "Los mejores de los 90".

## Premios y reconocimientos
Entre sus muchos reconocimientos que el grupo ha ganado están los Billboard Latin Awards, Premios Lo Nuestro, y un Emmy. La canción "El tiburón", estuvo situada en el lugar 28 en el VH1 Latino en el especial "100 of the 90's" ("100 de los años 90").
En Colombia la canción "Está pega'o" fue muy escuchada en una versión alusiva a la Selección Colombia de fútbol, rumbo al mundial de Estados Unidos 1994.
La canción "25 horas" de 2000 fue nominada para los Premios Orquídea y Premios Ronda en Venezuela.
En Miami - Premio Lo Nuestro, "Álbum del Año-Urbana" 2003 - Premios Lo Nuestro, "Música Rap" 1994 - Nominación: Premios Lo Nuestro, "Grupo del Año, Tropical" de 1998 - Billboard Latin Award, "Álbum de Rap del Año" por in da house de 1997 - Billboard Latin Awards, Latin Dance Sencillo del Año "por" Mueve la cadera" (Mueve tu cuerpo) con Reel 2 Reel - Nominación: Latin Billboard Awards" Latin Dance Club Play Track of the Año "por" No nos tenemos (NNT) 1999.
En Nueva York Premios ACE 1993 y 1996 - Premios Estrella 1994, 1995 y 1997 - "Premios Too Much" 1996 y 1997,nominación - Premios Emmy (Outstanding original Music Compostion).

## Discografía
- 1990 Brinca
- 1991 Todo el mundo
- 1994 In Da House
- 1995 10 Super Éxitos
- 1996 New Era
- 1996 Mega Mix Hits
- 1997 Éxitos de Proyecto Uno
- 1997 ¡Más que éxitos!
- 1998 The Remixes
- 1999 4
- 2002 Todo éxitos
- 2002 20 éxitos
- 2002 Pura gozadera
- 2005 Éxitos de Proyecto Uno
- 2006 Evolution
- 2013 Original
- 2018 Orgánico
- 2022 Aniversario